# 베노 오네조르크
베노 오네조르크(독일어: Benno Ohnesorg, 1940년 10월 15일 ~ 1967년 6월 2일)는 서독의 대학생으로, 서베를린에서 이란의 모하마드 레자 팔레비 국왕의 서독 국빈 방문 반대 시위 도중 경찰에게 살해되었다. 그의 죽음은 독일 좌익 학생운동 성장의 기폭제가 되었다.

## 같이 보기
- 서독 학생운동